# 埃迪克
埃迪克（法語：Hœdic，亦作，法語發音：[edik]）是法国莫尔比昂省的一个市镇，属于洛里昂区，领土涵盖同名海岛。

## 地名
该地名“Hœdic”（变体为Hoëdic）发音为[edik]而非[ɔɛdik]或[ødik]，《世界地名翻译大辞典》与《世界地名译名词典》将其误译作“奥埃迪克岛”。

## 地理
埃迪克（47°20'23"N, 2°52'45"W）面积2.08 平方千米，位于法国布列塔尼大區莫尔比昂省，该省份为法国西北部沿海省份，位于布列塔尼半岛南部，北起阿摩尔滨海省、西接菲尼斯泰尔省，南濒大西洋，东南接大西洋卢瓦尔省，东临伊勒-维莱讷省。
由于埃迪克领土为海洋中的一岛屿（外加几座小岛），故不与任何市镇接壤。
埃迪克的时区为UTC+01:00、UTC+02:00（夏令时）。

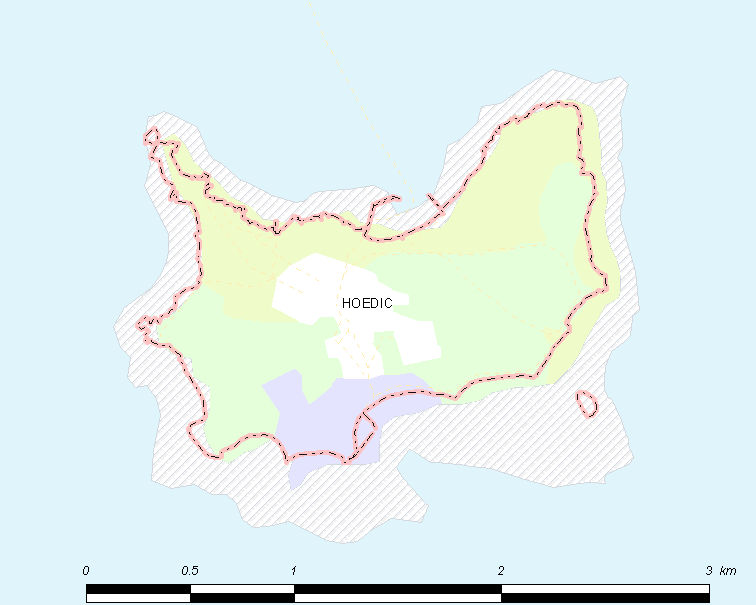
埃迪克的OSM定位图

## 行政
埃迪克的邮政编码为56170，INSEE市镇编码为56085。

## 政治
埃迪克所属的省级选区为基伯龙县。

## 人口

1962-2008年间埃迪克人口变化图示

埃迪克于2022年1月1日时的人口数量为103人。

## 图集

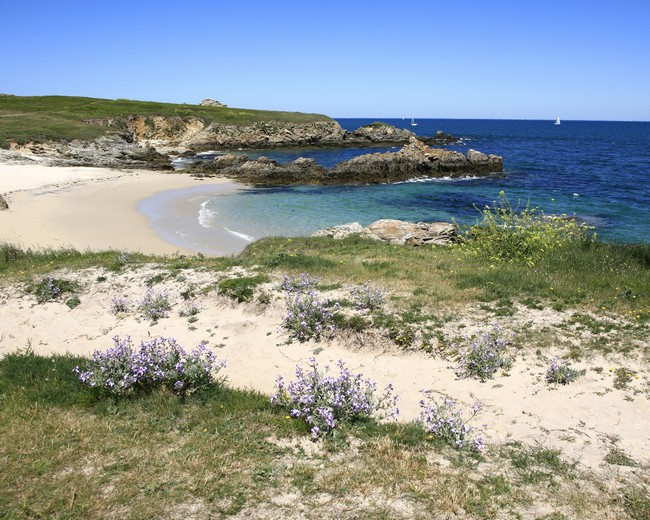
埃迪克
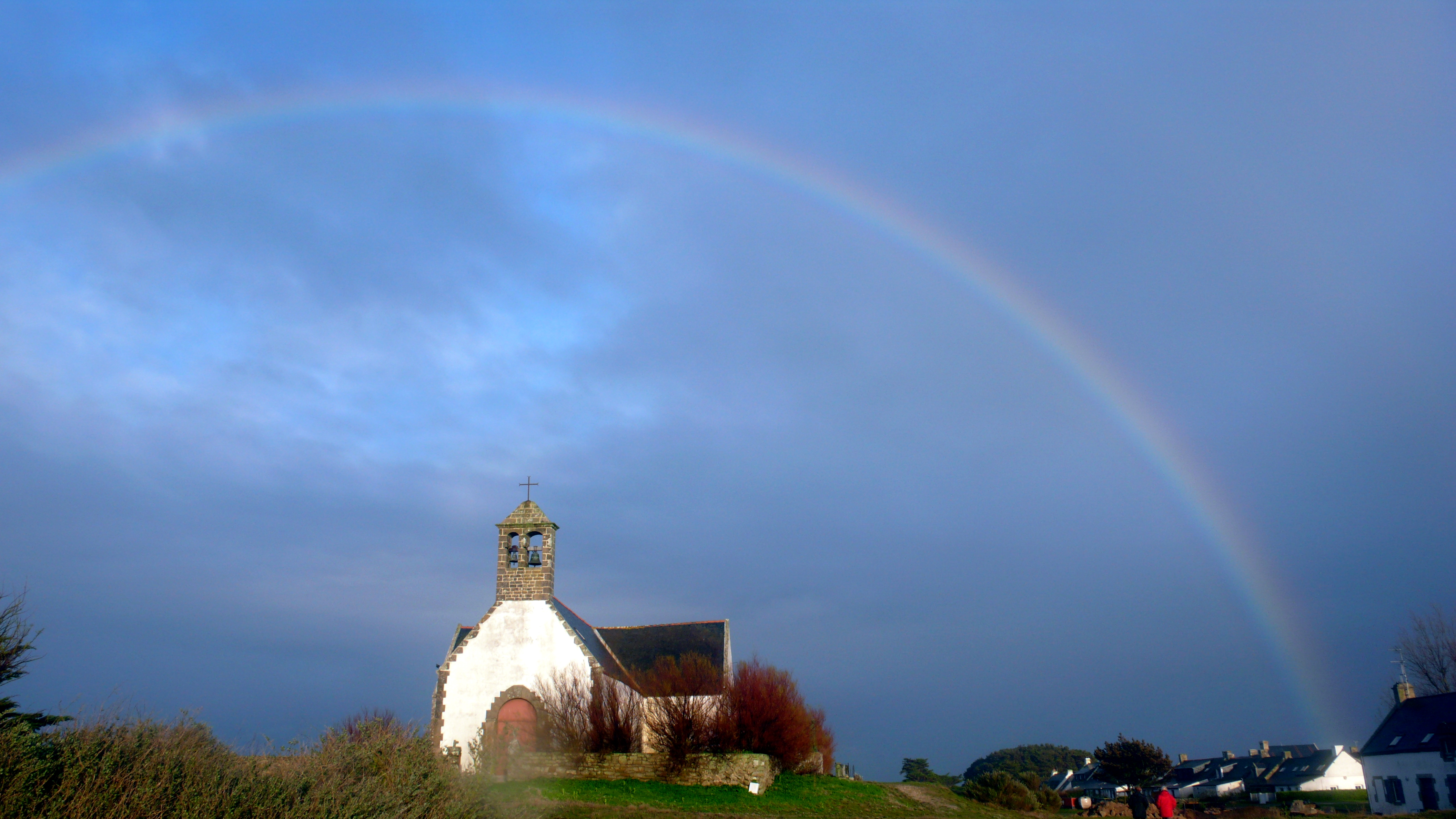
彩虹
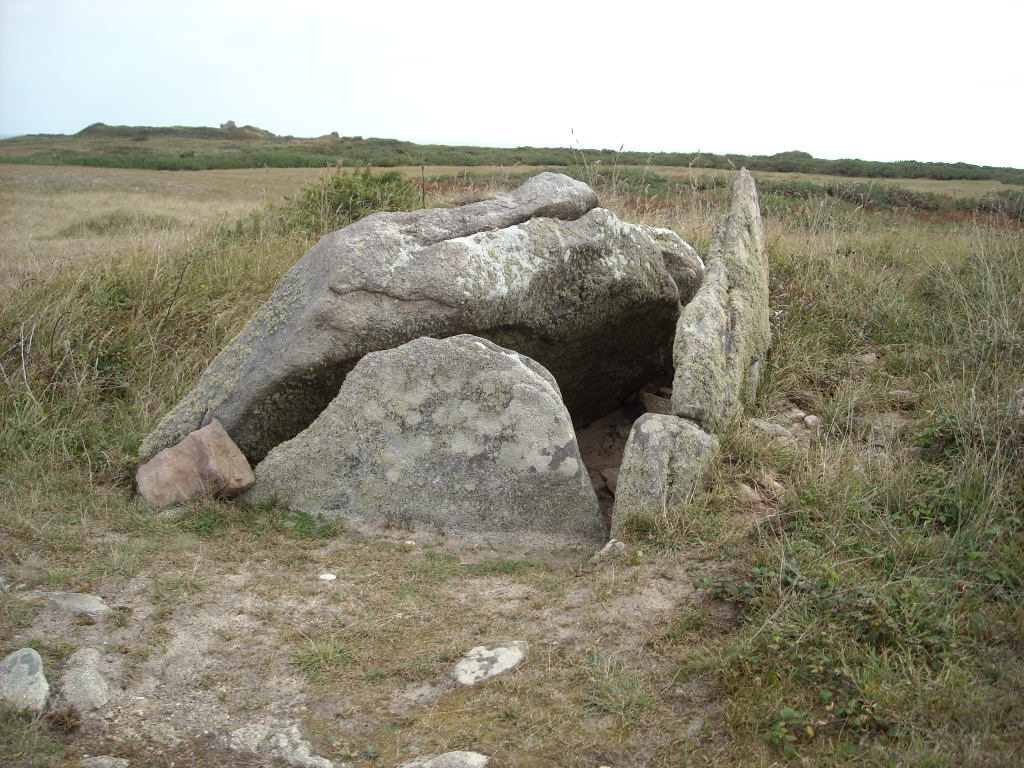
石棚墓
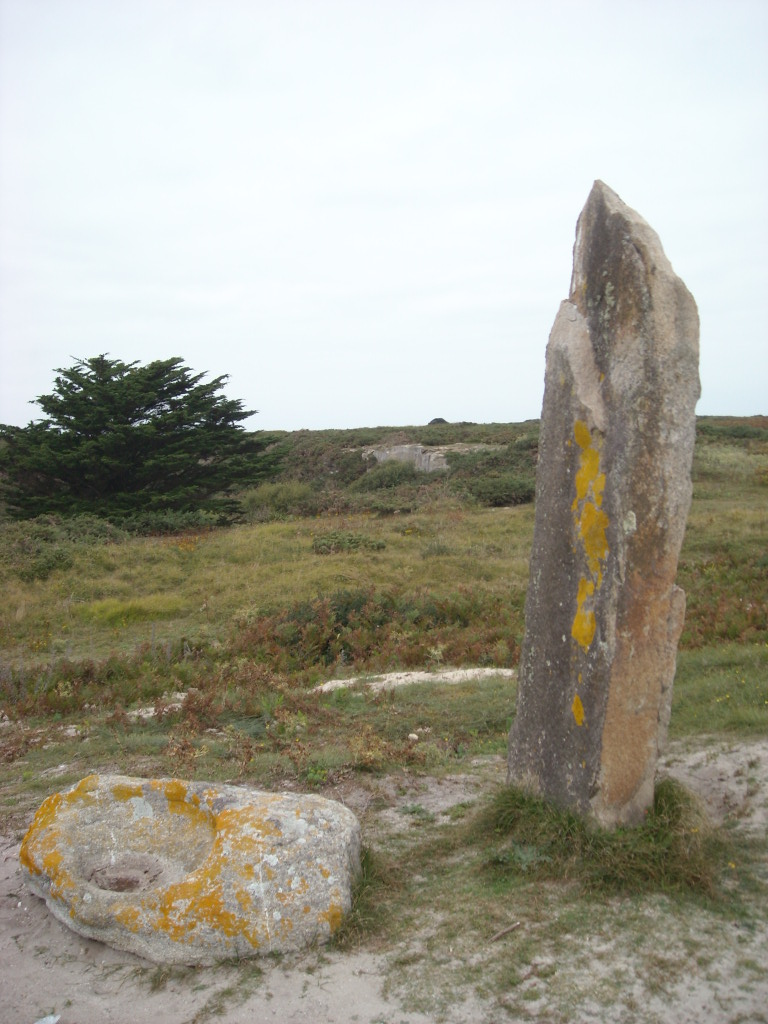
立石
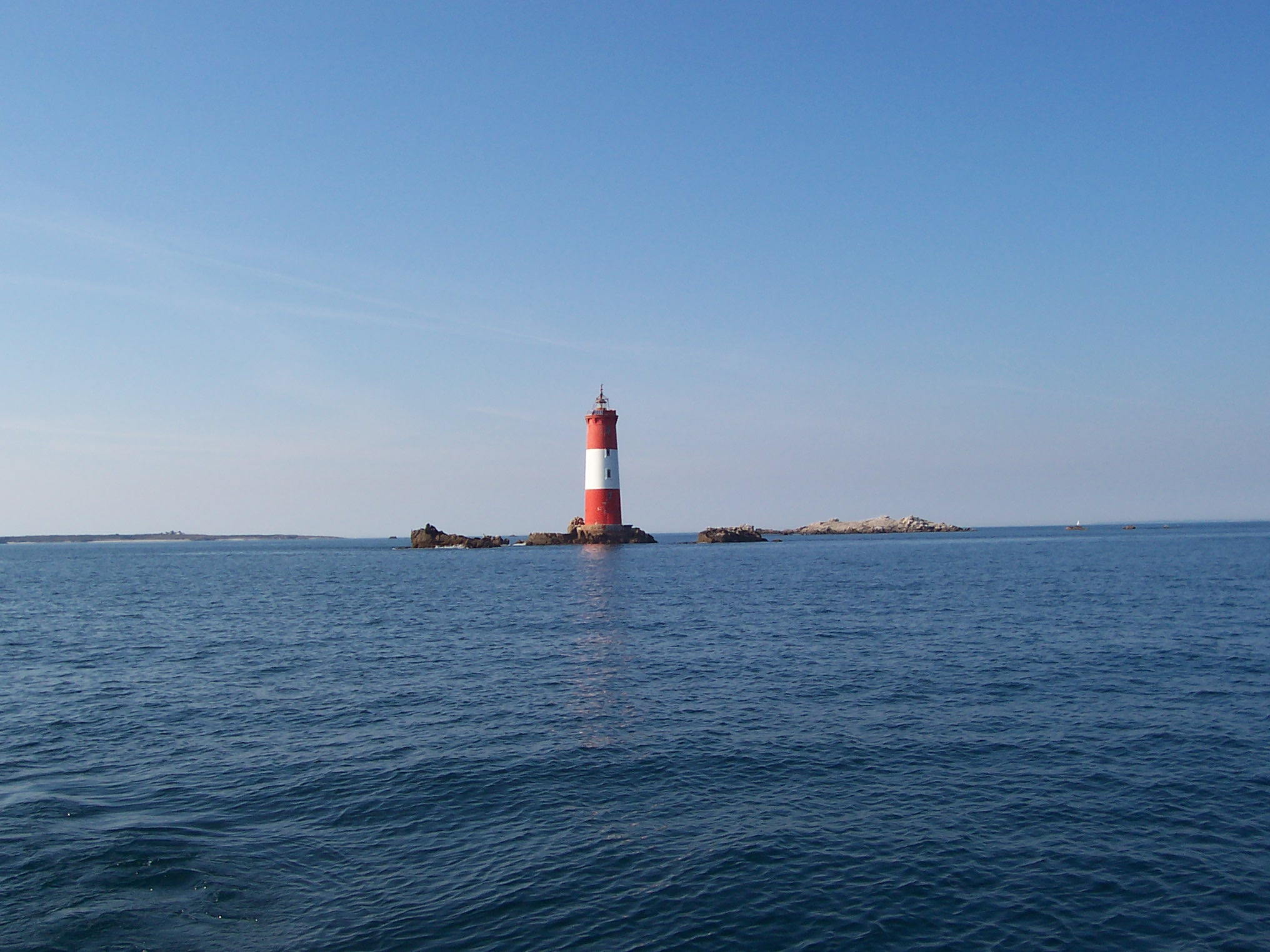
灯塔